# Hadeon
Hadeon è l'ottavo album del gruppo musicale death metal olandese Pestilence, pubblicato nel 2018.

## Tracce
1. Unholy Transcript – 1:55
2. Non Physical Existent – 3:28
3. Multi Dimensional – 3:15
4. Oversoul – 3:22
5. Materialization – 2:54
6. Astral Projection – 3:42
7. Discarnate Entity – 3:34
8. Subvisions – 1:17
9. Manifestations – 3:29
10. Timeless – 2:45
11. Ultra Demons – 3:13
12. Layers of Reality – 2:39
13. Electro Magnetic – 3:44

## Formazione
- Patrick Mameli - voce e chitarra
- Santiago Dobles - chitarra
- Tilen Hudrap - basso
- Septimiu Hărşan - batteria